# 木质人体模型

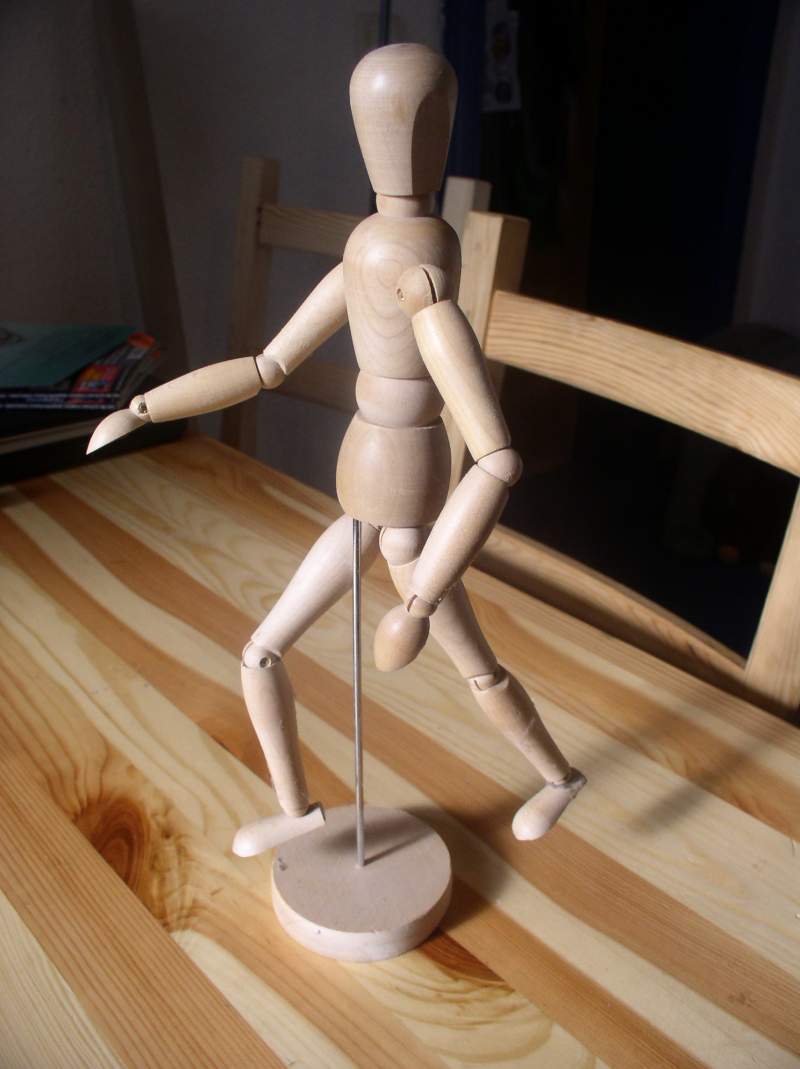
木質人體模型

木质人体模型，又称为可活动人体模型，是一种漫画和绘画的辅助工具，模型的肢体模仿人体的结构连接而成，按照人体结构设计的可活动关节可以使人偶摆出各种姿势，其尺寸不大，可以放在桌面上随时作参考。木质人体模型一般为木制，分为人体模型和手部模型两种。对绘制人体动作不熟练的人来说是必备的参考物。木质人体模型根据成人的人体比例制作，用于在绘画中建立正确的人体解剖学比例。
木质人体模型的脖子、肩、肘、手腕、腰、臀部、膝盖以及脚踝部位的关节都是可以活动的。这种工具对绘制人物动作和体态很有帮助，尤其在绘制简单的人体姿势时（比如走和跑），使用木质人体模型很方便。
使用时可以将它摆成坐或跪的姿势，也可以摆成正侧面或四分之三侧面。

## 相关工具
- 人体模型